# 城堡 (卡片遊戲)
城堡（英語：Castle）是一個由Bruno Faidutti 和Serge Laget設計的卡片遊戲 。
每個玩家在遊戲開始時擁有一些手牌和他們自己的一副牌（用來讓他們在自己回合時抽，而牌堆中卡的數量則由人數決定）這是一個棄牌遊戲，即首先放置了所有牌的人為之勝出。 
城堡 勝出了2000 年的Concours International de Créateurs de Jeux de Société 。

## 外部連結
- 城堡 BBG （页面存档备份，存于）
- Castle （页面存档备份，存于） ，Bruno Faidutti的網站